# Ira Pauly
Ira Basilic Pauly (né le 15 novembre 1930) est un psychiatre américain, connu pour ses travaux influents sur la transidentité.

## Éducation et carrière
Pauly a obtenu son diplôme de premier cycle avec spécialisation de l'université de Californie à Los Angeles, en 1954, où il a été une vedette en football américain et rugby. Il a remporté le trophée de l'athlète d'UCLA ayant le plus progressé en 1952, le Spirit and Scholarship Award, en 1953, et il a été sélectionné dans l'équipe de football américain First-Team GTE College Academic All-America en 1953. Lors de cette saison, l'UCLA a remporté la Pacific Coast Conference, et il a joué au Rose Bowl au cours duquel, il a commencé, à la fois comme centre, et comme linebacker. Il a été sélectionné athlète Los Angeles Jewish Collegiate Athlete of the Year, en 1953 par le B'nai B'rith. En 2004, Pauly a été introduit au Southern California Jewish Sports Hall of Fame.
Il est diplômé de l'école de médecine de l'UCLA (en) en 1958.
Dans les années 1960, à la faculté de médecine de l'université de l'Oregon (en), Pauly a commencé à écrire et à parler de traitement de la transidentité. Il a soutenu la chirurgie de réattribution sexuelle, en 1961, "après mûre délibération". Pauly a noté que la transidentité et l'avortement étaient "des sujets sexuels et tabous" qui suscitaient de fortes réactions. Pauly est crédité de la réalisation de la première étude mondiale sur la transidentité en 1965. Aussi, dans le milieu des années 1960, il a commencé à collaborer avec l'endocrinologue Harry Benjamin, qui a cité le travail de Pauly Le Phénomène Transsexuel. Les deux ont, par la suite, travaillé à vulgariser leurs travaux de recherche pour les médias. En 1975, Pauly et un étudiant de médecine de l'université de l'Oregon, Thomas W. Lindgren, ont introduit l'Échelle de l'Image Corporelle, qui permettait de connaître le ressenti d'un patient sur les 30 parties du corps, en les notant de 1 (très satisfait) à 5 (très insatisfait). Les résultats ont été publiés et revues par Bengt Lundström et Jan Wålinder en 1984. Pauly a servi en tant que président de la Harry Benjamin International Gender Dysphoria Association, maintenant connu sous le nom World Professional Association for Transgender Health, de 1985 à 1987.
Pauly a quitté l'Oregon pour un poste de professeur et président du département de psychiatrie et de sciences comportementales, à l'université du Nevada à Reno. Sous sa direction, le département de psychiatrie a développé une résidence entièrement accréditée. Il a pris sa retraite de la faculté de médecine en 1994.
Pauly a également servi au comité de la Société américaine de psychiatrie sur les Troubles de l'Identité de Genre.
Il a continué à pratiquer en clinique jusqu'en 2010.

## Famille
Il a épousé Ann Flanagan en 1960. Il a quatre fils, Brett, Quinn, Devin et Tye, et sept petits-enfants.

## Sélection de publications
- Pauly IB (1965). Male psychosexual inversion: Transsexualism: A review of 100 cases. Arch Gen Psychiatry. 1965 Aug;13:172-81.
- Pauly IB (1968). The current status of the change of sex operation. J Nerv Ment Dis, Nov;147(5):460-71.
- Pauly IB (1974). Female transsexualism: Part I. Archives of Sexual Behavior 3: 487-507
- Pauly IB (1974). Female Transsexualism: Part II. Archives of Sexual Behavior 3 (6): 509-26.
- Lindgren TW, Pauly IB (1975). A body image scale for evaluating transsexuals. Archives of Sexual Behavior Nov; 4(6): 639-56
- Pauly IB (1981). Outcome of sex reassignment surgery for transsexuals. Aust. NZ. Jn. of Psychiatry, 15(1), 45-51.
- Lundström B, Pauly IB, Wålinder J (1984). Outcome of sex reassignment surgery. Acta Psychiatrica Scandinavica, 70, 289-94.
- Pauly IB, MT Edgerton (1986). The gender identity movement: A growing surgical-psychiatric liaison. Archives of Sexual Behavior Aug;15(4):315-29.
- Bradley SJ, Blanchard R, Coates SW, Green R, Levine SB, Meyer-Bahlburg HFL, Pauly IB, Zucker KJ (1991). Interim report of the DSM-IV Subcommittee on Gender Identity Disorders. Archives of Sexual Behavior Volume 20, Number 4 / August, 1991
- Pauly IB (1993). Terminology and classification of gender identity disorders. In Walter O. Bockting, Eli Coleman, eds. Gender Dysphoria: Interdisciplinary Approaches in Clinical Management. Haworth Press  (ISBN 1-56024-473-9)